# Eral
Eral är en ort i Indien.   Den ligger i distriktet Thoothukkudi och delstaten Tamil Nadu, i den södra delen av landet, 2 200 km söder om huvudstaden New Delhi. Eral ligger 10 meter över havet och antalet invånare är 9 187.
Terrängen runt Eral är mycket platt. Runt Eral är det tätbefolkat, med 550 invånare per kvadratkilometer. Närmaste större samhälle är Kayalpattinam, 12,2 km sydost om Eral. Omgivningarna runt Eral är en mosaik av jordbruksmark och naturlig växtlighet.